# Nowe Radzikowo
Nowe Radzikowo (prononciation : [ˈnɔvɛ rad͡ʑiˈkɔvɔ]) est un village polonais de la gmina de Czerwińsk nad Wisłą dans le powiat de Płońsk de la voïvodie de Mazovie dans le centre-est de la Pologne.

## Histoire
De 1975 à 1998, le village appartenait administrativement à la voïvodie de Płock.